# MYCT1
MYCT1 (англ. MYC target 1) – білок, який кодується однойменним геном, розташованим у людей на 6-й хромосомі. Довжина поліпептидного ланцюга білка становить 235 амінокислот, а молекулярна маса — 26 593.
| 10         |  | 20         |  | 30         |  | 40         |  | 50         |
| ---------- |  | ---------- |  | ---------- |  | ---------- |  | ---------- |
| MRTQVYEGLC |  | KNYFSLAVLQ |  | RDRIKLLFFD |  | ILVFLSVFLL |  | FLLFLVDIMA |
| NNTTSLGSPW |  | PENFWEDLIM |  | SFTVSMAIGL |  | VLGGFIWAVF |  | ICLSRRRRAS |
| APISQWSSSR |  | RSRSSYTHGL |  | NRTGFYRHSG |  | CERRSNLSLA |  | SLTFQRQASL |
| EQANSFPRKS |  | SFRASTFHPF |  | LQCPPLPVET |  | ESQLVTLPSS |  | NISPTISTSH |
| SLSRPDYWSS |  | NSLRVGLSTP |  | PPPAYESIIK |  | AFPDS      |  |            |

A: Аланін

C: Цистеїн

D: Аспарагінова кислота

E: Глутамінова кислота

F: Фенілаланін

G: Гліцин

H: Гістидин

I: Ізолейцин

K: Лізин

L: Лейцин

M: Метіонін

N: Аспарагін

P: Пролін

Q: Глутамін

R: Аргінін

S: Серин

T: Треонін

V: Валін

W: Триптофан

Кодований геном білок за функцією належить до фосфопротеїнів. 
Локалізований у ядрі.